# Sergio Mota Marín
Sergio Mota Marín (* 20. Oktober 1941 in Tuxtla Gutiérrez, Chiapas) ist ein mexikanischer Botschafter.

## Leben
Sergio Mota Marín studierte bis 1966 an der Universidad Nacional Autónoma de México Betriebswirtschaft und wurde vom Internationalen Währungsfonds beschäftigt.
Ende 1977 löste er Renato Iturriaga als Generalkoordinator der Öffentlichkeitsarbeit der mexikanischen Regierung ab.

## Veröffentlichungen
- Informe sobre Draconia y otros relatos, 1981
- Algunas determinaciones internacionales del desarrollo económico, 1986
- La Estructura Económica de Chiapas (as the state’s secretary of economic development), 1994
- Mañana es hoy
- Mexico Estabilizacion Y Cambio Estructural 1982 1988
- Desafíos, 1991
- Instituto Chiapaneco de Cultura, 1994
- Chiapas: una apuesta económica, 2000

| Vorgänger                      | Amt                                                                     | Nachfolger         |
| ------------------------------ | ----------------------------------------------------------------------- | ------------------ |
| Ricardo Francisco Galán Méndez | mexikanischer Botschafter in Kopenhagen 18. Juni 1984 bis 30. Juni 1990 | Mario Ruiz Massieu |